# Securitas Österreich
Securitas Österreich ist eine in Österreich und Mittelosteuropa tätige Tochterfirma des schwedischen Sicherheitskonzern Securitas AB.
Securitas Österreich firmiert als Securitas Sicherheitsdienstleistungen GmbH und ist zu 100 % im Besitz der börsennotierten Securitas AB in Stockholm. Die Österreich-Tochter beschäftigt etwa 2200 Mitarbeiter und erwirtschaftete 2010 einen Umsatz von 48 Millionen €. Sie hat Niederlassungen in Wien, Linz, Salzburg, Innsbruck, Graz und Klagenfurt.
Zu den Geschäftsbereichen gehören neben den klassischen Sicherheitsdiensten wie Objektschutz, Revierstreifen, Empfangsdienste, Brand- und Transportschutz auch Beratungs- und Detektivdienste sowie ein österreichweites Alarmcenter.